# Otto Aurich

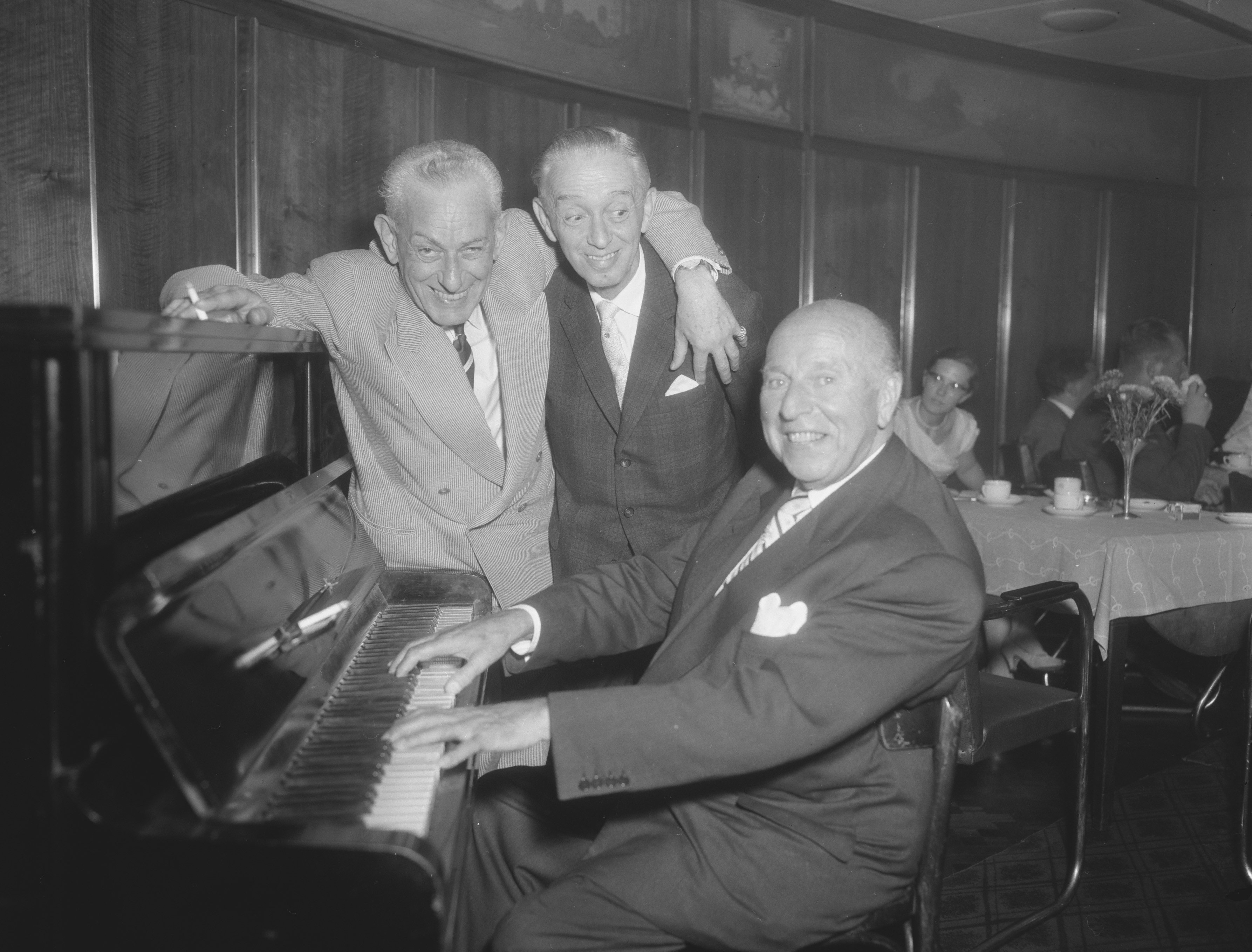
Otto Aurich, Fritz Steiner und Robert Stolz (Amsterdam, 1958)

Otto Aurich (als Otto Aufrichtig, * 11. Februar 1900 in Wien, Österreich-Ungarn; † 23. März 1961 in Amsterdam) war ein österreichisch-niederländischer Schauspieler und Theaterleiter.

## Leben
Otto Aufrichtig hatte seinen ersten nachweisbaren Auftritt 1927 am Landestheater Linz. Seit 1928 war er Spielleiter am Stadttheater Teplitz-Schönau, wo 1932 seine spätere zweite Ehefrau Lisl Frank engagiert wurde. Die beiden emigrierten 1936 in die Niederlande, wo sie sich der Theatertruppe des Emigranten Fritz Hirsch anschlossen. 1939 traten sie in einer Rudolf Nelson-Revue auf. Nach der deutschen Besetzung der Niederlande 1940 konnten sie noch im Theater der Prominenten spielen, und Aurich trat 1942 auch an der Joodsche Schouwburg auf. 1943 wurden beide in das Durchgangslager Westerbork deportiert, wo Aurich an drei der sechs von Max Ehrlich gestalteten Theaterabende mitwirkte.
Am 4. September 1944 wurde Aurich in das Ghetto Theresienstadt überstellt, von dort in das KZ Auschwitz und schließlich noch in das KZ Buchenwald, wo er befreit wurde. Lisl Frank-Aufrichtig wurde auf dem Todesmarsch vom KZ Auschwitz in das Außenlager Christianstadt des KZ Groß-Rosen ermordet.

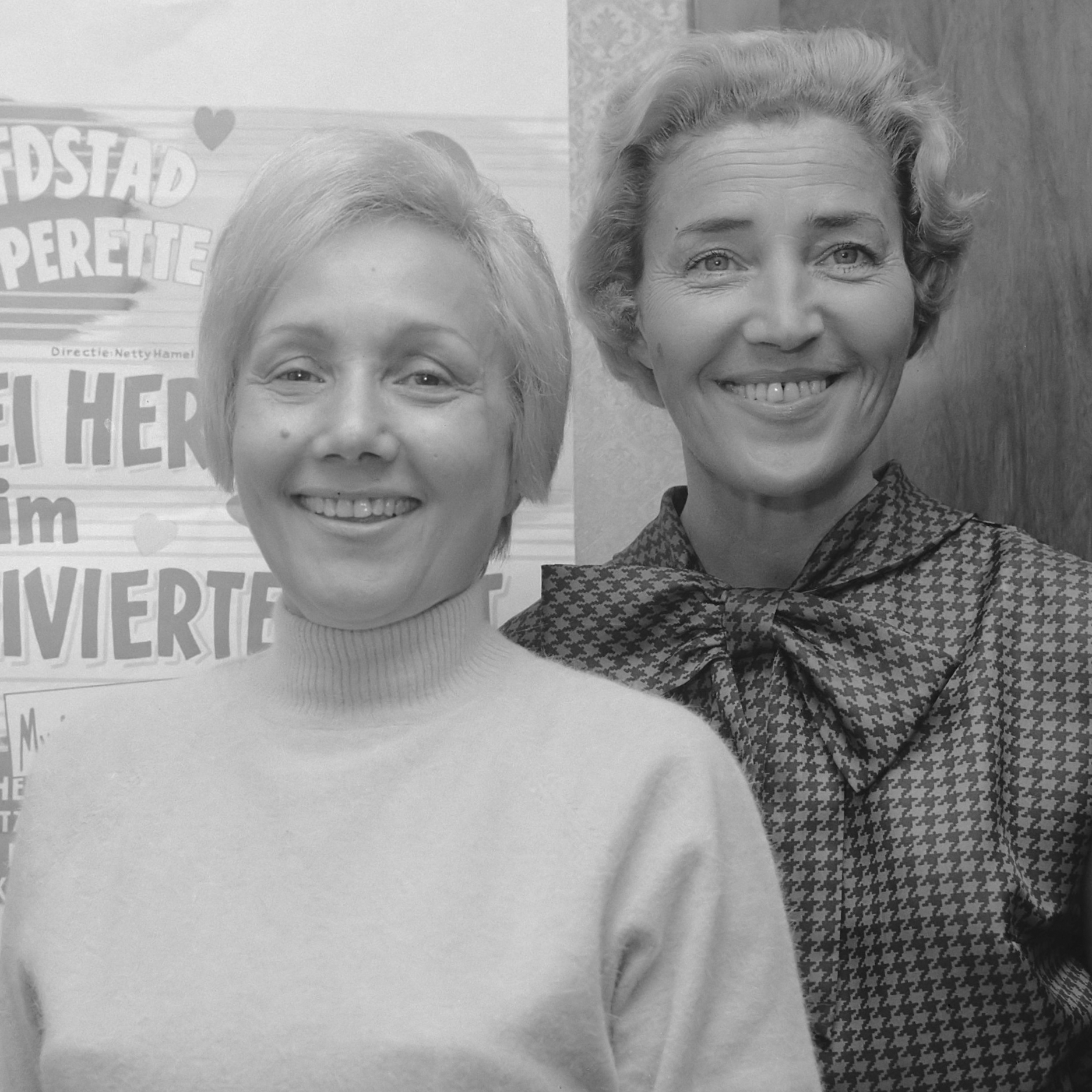
Netty Hamel und Ruth Aurich (1966)

Aurich kehrte in die Niederlande zurück und beteiligte sich mit Otto Dürer und Meyer Hamel (1895–1965) an der Gründung der Hoofdstad Operette. Aurich war seit 1949 in dritter Ehe mit der Schauspielerin Ruth Kuthan (* 1911) verheiratet, die 1965 mit Netty Hamel die Leitung des Operettenhauses übernahm.